# Philipp Winzig
Philipp Winzig (* 22. März 1983 in Klagenfurt am Wörthersee) ist ein ehemaliger österreichischer Eishockeyspieler und derzeitiger -trainer. Sein Zwillingsbruder Diethard ist ebenfalls Eishockeyspieler.

## Karriere
Philipp Winzig begann seine Karriere bereits früh beim Team Kärnten 2006, welches heute nicht mehr existiert. Im Jahr 2000 kam er zu seinem Heimatverein, dem EC KAC, und spielte dort in der U20, bekam aber auch einige Einsätze in der Kampfmannschaft. Zur Saison 2004/05 wechselte Winzig zum Ligakonkurrenten EC Red Bull Salzburg. Salzburg stellte auch in der damaligen Nationalliga ein Team, in welchem Winzig ebenfalls regelmäßig spielte. Nach nur einer Saison in Salzburg heuerte Winzig bei den Black Wings Linz an, um dort die nächsten 2 Jahre in der höchsten Spielklasse zu spielen. Zwischen 2007 und 2009 spielte Winzig abwechselnd beim EV Zeltweg und den EC Graz 99ers. Ab diesem Zeitpunkt entschied Winzig seine Eishockeylaufbahn in der zweiten und dritten Spielklasse Österreichs fortzusetzen. Der ATSE Graz verpflichtete Winzig, wo er ein Jahr in Liga drei und die 2 darauffolgenden Jahre in Liga zwei verbrachte. Zur Saison 2012/13 wechselte er zum EHC Lustenau in die neu gegründete Inter-National-League. Bereits zur darauf folgenden Saison wechselte Winzig Ligaintern zum EK Zell am See, um dort erneut lediglich ein Jahr zu spielen. Am 22. Mai 2014 wurde Winzig von den neu gegründeten HC Steelers Kapfenberg unter Vertrag genommen. Nachdem das von Anfang an schlecht aufgestellte Team im Mai 2015 wieder aufgelöst wurde, wobei Winzig mit 24 Toren und 31 Assists aus 28 Spielen offensiv sehr stark agierte, wurde am 1. August 2015 der Wechsel des gebürtigen Kärntners zurück zum EHC Lustenau, bei dem er bereits zwei Jahre zuvor aktiv war, bekanntgegeben.
Seine Karriere ließ er dort, und im Verlauf der Saison 2019/20 beim viertklassigen SC Hohenems, ausklingen. Nach seinem Karriereende als Aktiver wurde Winzig bei seinem Ex-Verein EHC Lustenau zunächst als Director of Player Development tätig. Im Verlauf der Saison 2022/23 ersetzte er Cheftrainer Mike Flanagan in Lustenau.